# 广州文学艺术创作中心
广州文学艺术创作中心，位于广州大学城中心湖公园西侧，是广州市文化局整合属下文学、美术、雕塑等创作机构组建而成的艺术创作和研究基地，总建筑面积约30070平方米，总投资1.07亿元。

## 历史
作为广州市文化体制改革的一项实践，广州市文化局整合下属的广州文艺创作研究所、广州画院、广州雕塑院与广州市文联下属的广州文学创作研究所、广州书画院研究院等“三院两所”资源，组建广州文学艺术创作中心，中心将设立“工作室”制度，计划在全国公开招聘专家学者组建个人工作室，实行艺术创作生产研究招标、采购、项目资助和奖励制度。2006年6月29日，广州文学艺术创作中心在广州大学城奠基。2008年，文创中心主体建筑完工。2010年广州亚运会前后，此建筑曾被临时征用为组委会的指挥和办公场地。2014年3月，启动二次装修工程。2015年3月1日，广州文学艺术创作研究院（由广州文艺创作研究所、广州文学创作研究所合并而成）、广州画院、广州雕塑院、广州话剧艺术中心作为首批单位入驻广州文学艺术创作中心。

## 建筑
2006年6月，广州文学艺术创作中心确定由赫尔佐格和德梅隆设计公司提供的“开放自然空间中的艺术之桥”为设计方案。广州文学艺术创作中心主体建筑为一栋狭长的五层多功能综合楼，造型为一座横跨南北两座山头的桥，其主要朝向为东西向，分为公共区和文学院部分、雕塑院部分以及画院部分。公共区主要包括一个2846.30平方米的展览厅，一个1295.59平方米的多功能厅，一个578.38平方米的“音像资料制作/摄影工作室”，以及会议室、阅览室、课室、文娱室、综合档案室等配套设施，文学院部分有50间约60平方米的工作室，雕塑院部分有14间200平方米和6间150平方米的工作室，画院建有34套画室，其中11套大画室的面积都在200平方米以上，还有一间近400平方米的公共画室。2021年12月20日，由公共区展览厅改建而成的广州画院美术馆落成开馆。